# Hardenbergia perbrevidens
Hardenbergia perbrevidens är en ärtväxtart som beskrevs av Rodney John Francis Henderson. Hardenbergia perbrevidens ingår i släktet Hardenbergia och familjen ärtväxter. Inga underarter finns listade i Catalogue of Life.